# Нижні Татмиші (Канаський район)
Нижні Татмиші́ (рос. Нижние Татмыши, чув. Анат Татмăш) — присілок у складі Канаського району Чувашії, Росія. Входить до складу Янгліцького сільського поселення.
Населення — 196 осіб (2010; 244 у 2002).
Національний склад:
- чуваші — 97 %